# Partido judicial de Cangas del Narcea
El partido judicial de Cangas del Narcea es uno de los dieciocho partidos en los que se divide el Principado de Asturias, en España, concretamente se trata del partido judicial n.º 1 de la provincia de Asturias.

## Ámbito geográfico
El ámbito territorial comprende los municipios de:
- Cangas del Narcea
- Degaña
- Ibias